# Abdelwaheb Hanachi
Abdelwaheb Hanachi ou Abdelwaheb Hannachi est un chanteur tunisien.
Il collabore avec plusieurs artistes et compositeurs tunisiens, notamment Nasser Samoud et Adam Fathi.
Parmi ses chansons figurent :
- Mahboubi ;
- Sabrek Maktoub[2] ;
- Ya Nas ma Tloumou Galbi ;
- Win Ya Gharami ;
- Ma Domt Ahwak ;
- Kif El Hal.

Hanachi participe à plusieurs festivals et cérémonies en Tunisie, notamment le Festival international d'Hammamet.
Il est le frère du chanteur et compositeur Chokri Omar Hanachi, du réalisateur Tawfik Hanachi et de la musicienne Zakia Hanachi.